# Les Francis
Les Francis è un film del 2014 diretto da Fabrice Begotti.

## Trama
Jeff, Medhi, Seb e Willy, decidono di andare in Corsica. Questi quattro amici d'infanzia sono molto legati fra loro, ma si ritrovano vittime di un malinteso non appena arrivano sull'isola. Il viaggio che doveva essere piacevole si trasforma in una corsa infernale.